# Маладняк
«Маладняк» (другое название — Всебелорусское литературно-художественное объединение «Маладняк», бел. Усебеларускае аб’яднанне паэтаў і пісьменнікаў «Маладняк») — молодёжное литературное объединение в Белорусской ССР; основано в 1923 году. Творчество «маладняковцев» положило начало пролетарскому течению в белорусской литературе, стало одним из наиболее ярких явлений в советской белорусской литературе первых десятилетий.

## История
Литературное объединение «Маладняк» было основано в 1923 году. Инициаторами создания явились А. Александрович, А. Бабареко, А. Вольный, А. Дудар, Я. Пуща и М. Чарот. Вскоре к ним присоединились В. Дубовка, М. Зарецкий, К. Крапива, П. Трус и К. Чёрный, а также писатели старшего поколения З. Бядуля и А. Гурло.
На протяжении 1924—1925 годов членами объединения было издано около 50 сборников стихотворений и прозы, вышло более 20 номеров журнала «Маладняк». Получили известность писатели-«маладняковцы» М. Зарецкий, А. Александрович, З. Астапенко, А. Дудар и П. Головач.
Кроме литературной деятельности «Маладняк» проводило и большую общественно-воспитательную и просветительскую работу. Отделения объединения были открыты не только на территории Белорусской ССР, но и в Петрограде и Москве, а также за рубежом (Прага, Рига и Ковно).
В ноябре 1928 года объединение реорганизовано в Белорусскую ассоциацию пролетарских писателей (БелАПП). В 1930-е годы большинство «маладняковцев» были репрессированы.

### Полоцкий филиал
По инициативе и с помощью активистов столичного объединения стали создаваться филиалы в других городах. Так возник и полоцкий филиал «Маладняка», активная деятельность которого началась осенью 1925 года.
В разные годы членами полоцкого филиала «Маладняка» были: А. Дудар, А. Александрович, П. Бровка, А. Звонак, В. Моряков, Э. Самуйлёнок, Я. Скрыган, С. Семашко, П. Шукайло, Т. Хадкевич, С. Хурсик, А. Брестская, И. Козик, М. Гращенко, П. Кривицкий, С. Милевич, Я. Подобед, К. Пчелков, Р. Хвойка (Пугач), З. Бандарина и многие другие.
После отъезда из Полоцка А. Дудара, руководителем полоцкого филиала «Маладняка» стал А. Звонак. В 1926 году во главе полоцких «маладняковцев» стал С. Семашко, затем — С. Хурсик, а с марта 1928 года и до ликвидации «Маладняка» (1928) филиал возглавлял Т. Хадкевич.
Полоцкие члены объединения выпустили три литературные альманаха: «Наддвинье» (1926), «Процветание» (1927) и «Зарница» (1928). Полочане широко публиковались в газете «Красная Полаччына» и в центральных белорусских изданиях.